# 1753 Міке
1753 Міке (1753 Mieke) — астероїд головного поясу, відкритий 10 травня 1934 року.
Тіссеранів параметр щодо Юпітера — 3,213.